# 穂積歌子
穂積 歌子（ほづみ うたこ、文久3年8月24日（1863年10月6日） - 昭和7年（1932年）1月31日）は、日本の歌人。夫は法学者の男爵穂積陳重。父は「日本経済の父」子爵・渋沢栄一。

## 概略
武蔵国榛沢郡血洗島村（現埼玉県深谷市血洗島）の豪農渋沢市郎右衛門の嫡男だった栄一と最初の妻・千代の長女として生まれる。明治15年（1882年）、旧宇和島藩伊達家家令を務めていた西園寺公成のとりなしで、同藩士族の穂積陳重に嫁ぎ、長男・穂積重遠（結婚翌年に誕生）を始めとする4男3女を産み育て（1人夭折）「良妻賢母の鑑」といわれた。婦人会活動も盛んで、大日本赤十字社や愛国婦人会の会員だったほか、慈恵委員慈恵会では幹事、出征軍人家族慰問婦人会では理事を務めた。1926年、夫の穂積陳重（享年72）と死別する。
昭和7年（1932年）1月31日、肺炎を患い死去。享年70（満68歳没）。父の栄一の死から僅か2カ月後の事であった。また、同年の10月には同母弟の渋沢篤二も死去する。歌人として知られ、著作に『穂積歌子日記』『ははその落葉』『三日の大和路』がある。

## 刊行
- 『穂積歌子日記　明治一法学者の周辺』みすず書房、1989年

穂積重行 編・注解。1890年から1906年の日記

## 参考文献

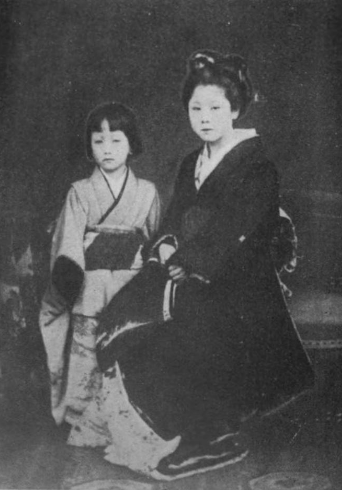
1879年、16歳時の歌子（右）と妹の琴子